# 小行星1689
小行星1689（1689 Floris-Jan）是一颗绕太阳运转的小行星，为主小行星带小行星。该小行星于1930年9月16日发现。
該小行星以天文展覽的第5000位參觀者弗洛里斯-楊·范德穆倫（Floris-Jan van der Meulen）命名。

## 轨道参数
小行星1689的轨道半长轴为2.4494601 UA，离心率为0.205。